# Sandschäferei
Die Sandschäferei ist ein Wohnplatz im Ortsteil Friedersdorf der Gemeinde Heidesee im Landkreis Dahme-Spreewald im Land Brandenburg.

## Geografische Lage
Der Wohnplatz liegt im nördlichen Teil der Gemarkung zwischen Wenzlow im Norden und Friedersdorf im Süden, die durch die Köpenicker Chaussee miteinander verbunden sind. Westlich der Sandschäferei liegt der weitere Wohnplatz Dudel, östlich der Wohnplatz Siedlung Ost. Südlich des Wohnplatzes fließt der Skabyer Torfgraben von Osten kommend in westlicher Richtung vorbei.

## Geschichte
Der Wohnplatz wurde im Jahr 1801 erstmals als Schäferei bei und zu Friedersdorf urkundlich erwähnt, ist allerdings bereits im Schmettauschen Kartenwerk verzeichnet. Sie wurde 1817 als Schäferei zu Friedersdorf erneut erwähnt. Dort standen im Jahr 1858 ein Wohn- und zwei Wirtschaftsgebäude, in dem zehn Personen lebten. Im Jahr 1885 wurde lediglich noch von einem Wohngebäude gesprochen. Die Anzahl der Bewohner war mittlerweile auf sechs Einwohner gefallen. Die Sandschäferei ist seit 1931 ein Wohnplatz von Friedersdorf und dorthin zu jeder Zeit eingekircht.